# Cortodera funerea
Cortodera funerea är en skalbaggsart som beskrevs av Linsley och Chemsak 1972. Cortodera funerea ingår i släktet Cortodera och familjen långhorningar. Inga underarter finns listade i Catalogue of Life.